# Мордовські Юнки
Мордо́вські Ю́нки або Мокшень Ювня (рос. Мордовские Юнки, ерз. Мокшень Ювня) — село у складі Торбеєвського району Мордовії, Росія. Входить до складу Красноармійського сільського поселення.
Населення — 456 осіб (2010; 489 у 2002).
Національний склад станом на 2002 рік:
- мокша — 97 %

У селі народилися: 
- солістка фольклорного ансамблю «Келу» Л. Князькова;
- автор Гербу Республіки Мордовія Н. Чикріньов.